# Magyar Mozi- és Videófilmgyár
A Magyar Mozi- és Videófilmgyár röviden a MOVI a MAFILM II. telepéből a rendszerváltás hajnalán, a Kádár-rendszer válságos végnapjaiban önálló céggé alakult filmgyár volt Budapesten, az Üllői út és a Könyves Kálmán körút sarkán 1987. júliusa és 1994 között. Része volt a Híradó- és Dokumentumfilm Stúdió, a Népszerű Tudományos Filmstúdió, a Propagandafilm Stúdió, és a Katonai Filmstúdió.
A cég fő profilját leginkább reklámfilmek, tévéműsorok és mozihíradók jelentették, valamint részben innen nőtt ki az 1989 és 2009 között működő, korábban több tévécsatornának is műsort gyártó Nap TV és később a Duna TV is.
1988-1991 között itt készültek a mozikba a Filmhíradó krónikák.
1991-1994 között Péterffy András volt a MOVI igazgatója.
Hét éves – jobbára kudarcokkal teli – létezést követően a MOVI megszűnt. 1995 után lebontották az elavult épületegyüttest. A helyén 2002-ben nyílt meg a Népliget autóbusz-pályaudvar.

## Külső hivatkozások
- Népszava Archiválva 2016. szeptember 14-i dátummal a Wayback Machine-ben
- MOVI szolgáltatásairól készült reklámfilm, filmhiradokonline.hu